# Rhipogonum scandens
Espèce
Rhipogonum scandens est une espèce de plante à fleurs de la famille des Ripogonaceae.
Elle est communément appelée supplejack, Māori : kareao, pirita, traduit par corde torsadée). C'est une liane commune de la forêt tropicale endémique de la Nouvelle-Zélande. L'espèce a été décrite par Johann Reinhold Forster et Georg Forster en 1776. Son statut de conservation est « non menacé ».

## Taxonomie
Le Supplejack fait partie de la famille des plantes Ripogonaceae. En 1769, au cours du premier voyage de l'explorateur James Cook, les botanistes Joseph Banks et Daniel Solander ont collecté des spécimens de « supplejack » (Ripogonum scandens) en Nouvelle-Zélande. L'espèce a été décrite dans le manuscrit non publié de Solander Primitiae Florae Novae Zelandiae et a été illustrée par Sydney Parkinson.
Alors qu'il était ancré à Dusky Bay (aujourd'hui Dusky Sound) dans l'Île du Sud de la Nouvelle-Zélande lors de son second voyage en 1773, Cook remarqua dans son journal:
« Dans de nombreuses régions, les bois sont tellement envahis par les supplejacks qu'il est à peine possible de se frayer un chemin parmi eux. J'en ai vu plusieurs qui mesuraient cinquante ou soixante brasses de long »
Au cours de ce voyage, le naturaliste Johann Reinhold Forster et son fils Georg Forster ont collecté des spécimens de souchet, comme l'a noté l'aîné Forster dans son journal:

« Une sorte de plante grimpante, appelée par nos marins la vigne souple, à cause de sa souplesse, porte des baies rouges, semblables à des cerises, et grimpe aux arbres les plus élevés, passe d'un arbre à l'autre, et après avoir fait son chemin sur plusieurs d'entre eux, elle redescend souvent et s'enracine à nouveau. »

En 1776, les Forsters ont publié le genre Ripogonum dans la deuxième édition de leur Characteres Generum Plantarum avec Ripogonum scandens comme espèce type.

## Description
The supplejack vine est une liane grimpante à feuillage persistant. Elle grimpe en enroulant ses tiges dures mais flexibles autour des troncs d'arbres et des branches. Lorsqu'il n'y a pas d'arbres porteurs sur lesquels les lianes peuvent grimper, elles forment un enchevêtrement dense sur le sol de la forêt. Au début de sa vie, il s'agit d'une tige sèveuse à la recherche d'un support, et au cours des premières années de croissance, le supplejack ressemble à un petit arbuste, mais au cours des saisons suivantes, les tiges commencent à s'enrouler en spirale autour des arbres qui les soutiennent.
En été, lorsque les conditions sont favorables, les extrémités des lianes peuvent croître jusqu'à 5 cm par jour, ce qui permet aux lianes de grimper haut dans la canopée,. Lorsque les vignes atteignent la lumière du soleil au sommet de la canopée, elles commencent à produire des tiges vertes et feuillues (par opposition aux tiges brunes et ligneuses situées en dessous),. Les feuilles sont opposées, ovales et brillante. Les fruits sont de petites baies rouges de 1 cm de diamètre.

## Utilisations traditionnelles chez les Māori
Traditionnellement, le supplejack était utilisé par les Māori pour lier et tirer des objets. Par exemple, la vigne était utilisée pour attacher du bois de chauffage et pour tirer de petits canoës.
Sur le plan médicinal, la racine de supplejack était bouillie pour en faire une boisson qui soulageait diverses affections, notamment les rhumatismes, la fièvre, les handicaps, les problèmes intestinaux et les maladies de la peau. Les pousses fraîches et tendres de la vigne peuvent également être consommées crues ou cuites comme légume.

## Répartition et habitat
Cette espèce est présente dans les îles du Nord et du Sud de la Nouvelle-Zélande ainsi que dans quelques îles au large, notamment les îles Stewart et Chatham.
Dans toute l'île du Nord, R. scandens est principalement présent dans les forêts de plaine et de montagne dominées par des feuillus et des podocarpes. Il est peu fréquent dans la baie de Hawke, uniquement dans les vieilles forêts côtières. Dans l'île du Nord, on la trouve à des altitudes allant jusqu'à 900 m dans la chaîne des Kapamahunga.
Dans l'île du Sud, le « Ripogonum scandens » est abondant sur la côte ouest, mais il n'a pas tendance à s'infiltrer dans les forêts, restant plutôt sur les chaînes qui font face à la mer. Dans les régions de Marlborough, Canterbury et Otago, la présence de R. scandens est rare dans les reliques de vieilles forêts et principalement sur les péninsules telles que Kaikoura, Banks et Otago.
Ripogonum scandens n'est pas présent sur les Three Kings Islands et sur les Poor Knights Islands.

Ripogonum scandens est présent dans une large gamme de types de sols tels que les loams brun-rouge, la pierre ponce, le brun-jaune et les sols alluviaux. Il est également connu pour sa capacité à résister aux forêts marécageuses dont le sol peut être inondé périodiquement tout au long de l'année, et l'on a observé une formation de cerceaux sur les racines au-dessus du sol dans de telles conditions de sol.

## Phénologie
Des pousses de différentes longueurs peuvent être observées à tout moment de l'année, mais c'est au printemps qu'elles sont les plus fréquentes.
La floraison a lieu d'octobre à mai lorsque la tige est en pleine lumière au sommet de la canopée,. Les anthères deviennent visibles en décembre et jusqu'en janvier. Les fleurs mâles et femelles sont séparées, les fleurs femelles produisant les baies les plus grosses.
La fructification a lieu tout au long de l'année,,. Une fois que la pollinisation a eu lieu, soit par un insecte, soit par le vent, le fruit prend environ 12 à 15 mois pour mûrir complètement. La graine germe facilement tant qu'elle ne se dessèche pas.

## Fossiles
Les feuilles fossiles de Ripogonum du Miocène du Groupe Manuherikia ne se distinguent pas de l'espèce existante, R. scandens.

## Pathogènes et prédateurs
Les Kererū (Hemiphaga novaeseelandiae) et les merles (Turdus merula) sont deux espèces d'oiseaux qui consomment les fruits de la vigne. Les kakas (Nestor meridionalis) sont également connus pour manger les baies de supplejack.
Une autre espèce grimpante, Geitonoplesium cymosum, a été introduite en Nouvelle-Zélande. Cette espèce est similaire à l'espèce indigène, mais elle peut concurrencer l'espèce indigène.
Les cochons sauvages ont également un impact négatif sur les jeunes géraniums lorsqu'ils fouillent le sol de la forêt. Bien qu'ils dérangent et consomment d'autres plantes, ils déracinent également les géraniums en croissance. Les cerfs et le bétail ont le même impact négatif sur la gélinotte. Ces mammifères broutent les jeunes plants et les plantes juvéniles en croissance. Les opossums (Trichosurus vulpecula) se nourrissent également des baies de la giroflée. La véronique a été incluse dans une étude de prédation des graines avec dix autres espèces forestières ligneuses, où la prédation des graines par les vertébrés a été très faible dans l'ensemble.
La moisissure fuligineuse (Trichopeltheca asiatica) est commune dans toute la Nouvelle-Zélande et étouffe les feuilles et les tiges de la vigne, ce qui affecte la capacité de photosynthèse de la plante.
Les larves du papillon de nuit Ctenopseustis obliquana se trouvent dans les fruits mûrs et consomment les tiges, les feuilles et les fleurs de l'ormeau.

## Statut de conservation
L'espèce est classée comme « non menacée » dans l'évaluation la plus récente (2017-2018) du système de classification des menaces de la Nouvelle-Zélande (New Zealand Threatened Classification System|New Zealand Threatened Classification) pour les plantes.

## Galerie

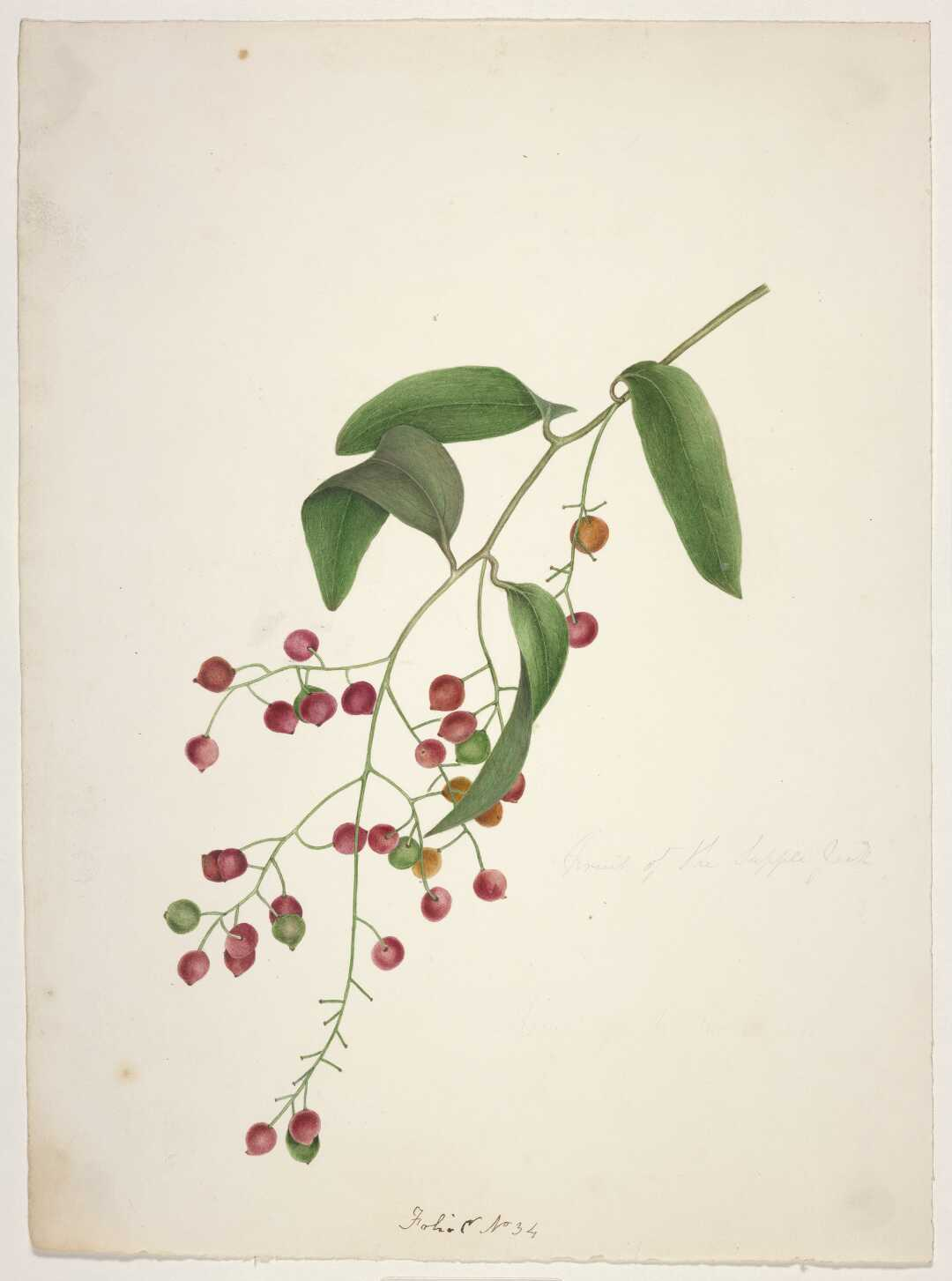
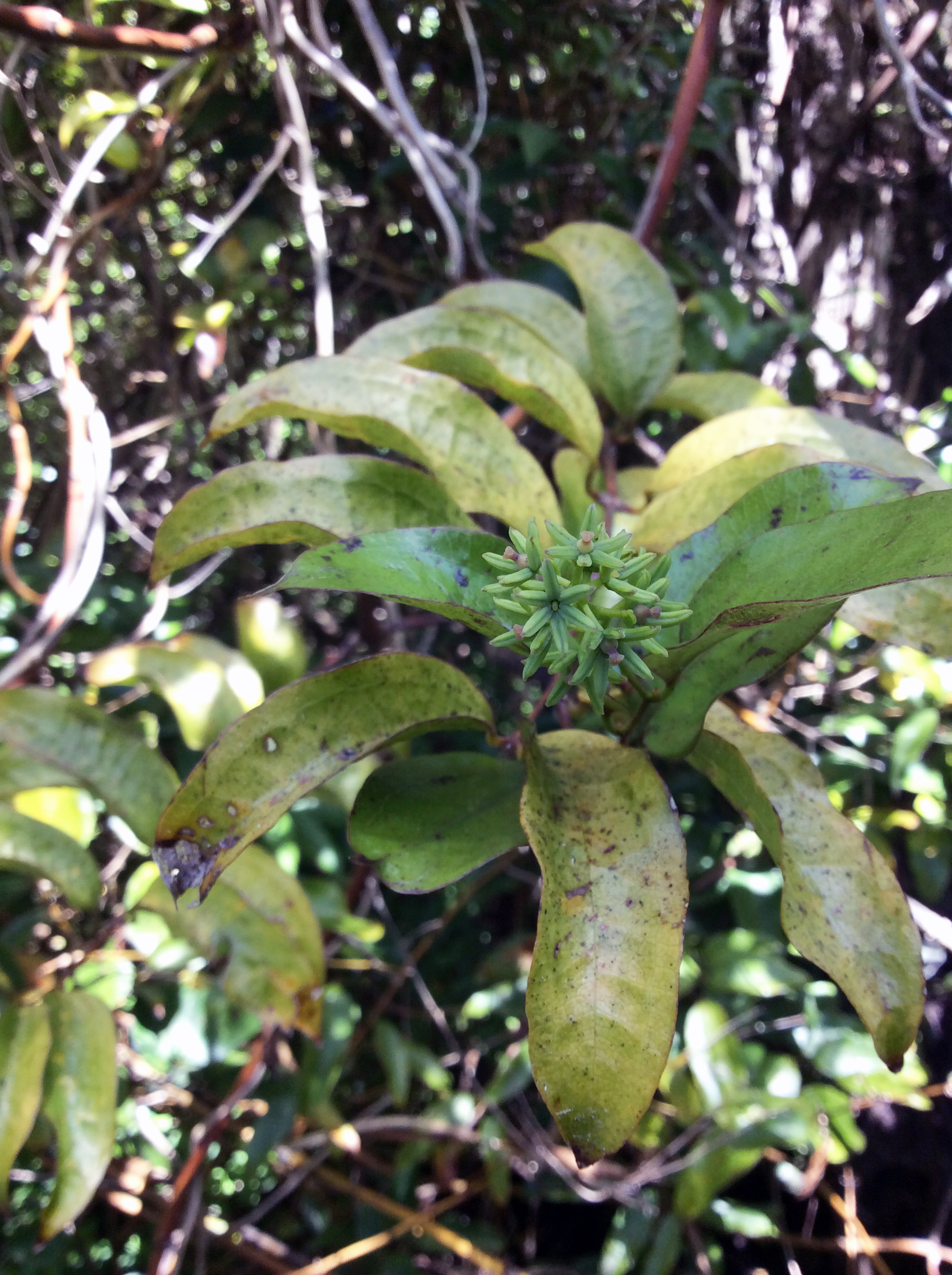
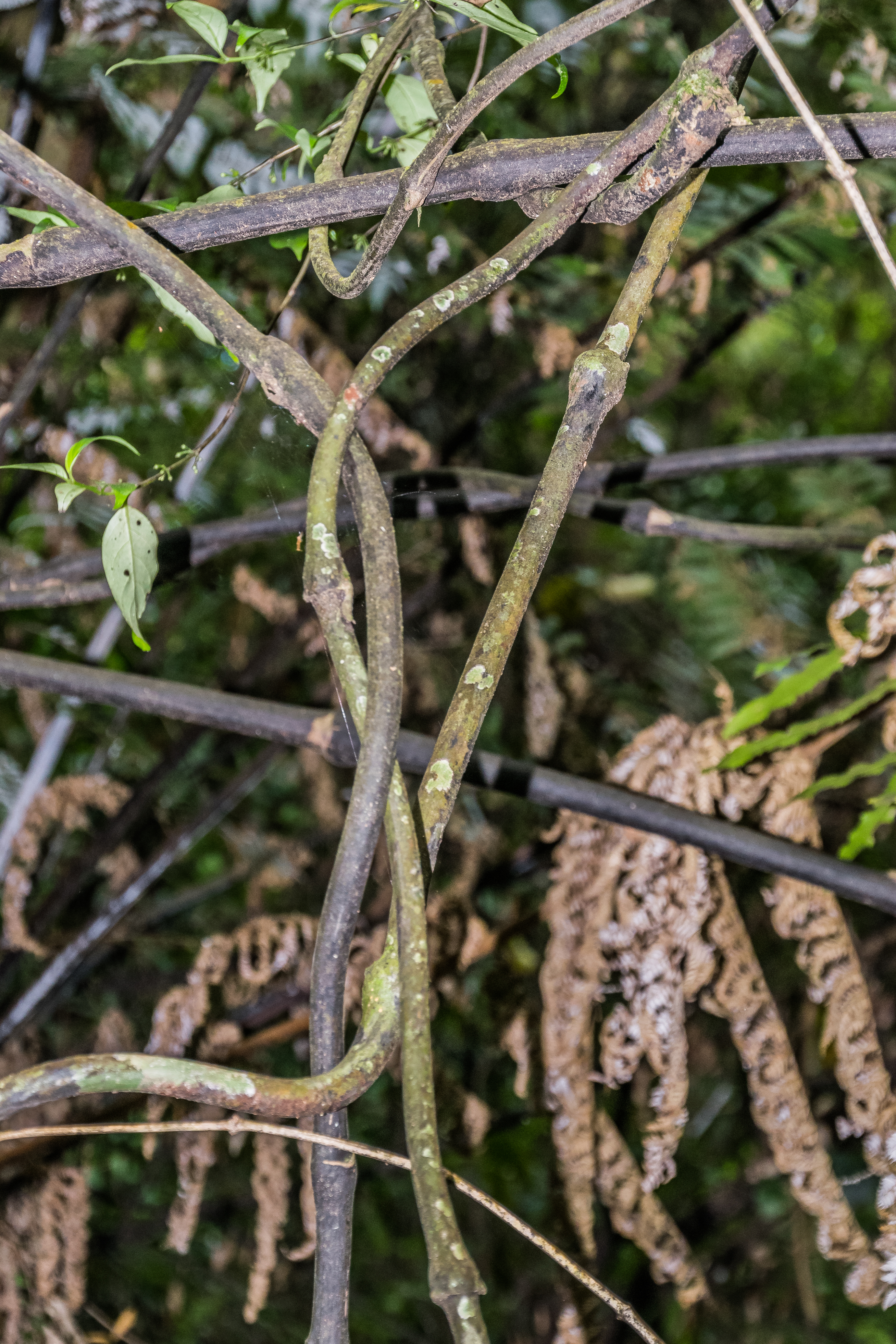

## Systématique
Le nom correct complet (avec auteur) de ce taxon est Rhipogonum scandens J.R.Forst. & G.Forst..
Rhipogonum scandens a pour synonyme :
- Rhipogonum parviflorum R.Br.